# WAR (тип файла)
Web Archive или Web Application Resource — формат файла, описывающий, как полное веб-приложение упаковывается в соответствии со спецификацией Java-сервлетов в файл в формате JAR или ZIP. Такие файлы имеют расширение «.war» и поэтому называются ещё «WAR-файлами».
Преимущества WAR-файлов:
- лёгкость разработки, тестирования и развёртывания
- версию развёрнутого приложения легко идентифицировать
- Все J2EE-контейнеры поддерживают WAR-файлы

## Структура
Следующий пример показывает структуру Web-Архива.
```
/index.html
/guestbook.jsp
/images/logo.png
/WEB-INF/web.xml
/WEB-INF/classes/org/wikipedia/Util.class
/WEB-INF/classes/org/wikipedia/MainServlet.class
/WEB-INF/lib/util.jar
/META-INF/MANIFEST.MF
```

Обратите внимание, что в каталоге «WEB-INF» находится так называемый дескриптор развёртывания (Deployment Descriptor) по имени «web.xml», определяющий все сервлеты и другие свойства Web-приложения. Если приложение содержит только JSP-файлы, этот файл не строго обязателен.
Пример дескриптора развёртывания web.xml, демонстрирующий спецификацию сервлетов:
```
 
<?xml version="1.0" encoding="UTF-8"?>

 
<!DOCTYPE web-app

     PUBLIC "-//Sun Microsystems, Inc.//DTD Web Application 2.2//EN"

     "http://java.sun.com/j2ee/dtds/web-app_2_2.dtd">

 

 
<web-app>

     
<servlet>

         
<servlet-name>
HelloServlet
</servlet-name>

         
<servlet-class>
mypackage.HelloServlet
</servlet-class>

     
</servlet>

 

     
<servlet-mapping>

         
<servlet-name>
HelloServlet
</servlet-name>

         
<url-pattern>
/HelloServlet
</url-pattern>

     
</servlet-mapping>

 

     
<resource-ref>

         
<description>

             
Resource
 
reference
 
to
 
a
 
factory
 
for
 
javax.mail.Session

             
instances
 
that
 
may
 
be
 
used
 
for
 
sending
 
electronic
 
mail
 
messages,

             
preconfigured
 
to
 
connect
 
to
 
the
 
appropriate
 
SMTP
 
server.

         
</description>

         
<res-ref-name>
mail/Session
</res-ref-name>

         
<res-type>
javax.mail.Session
</res-type>

         
<res-auth>
Container
</res-auth>

     
</resource-ref>

 
</web-app>

```

Каталог /WEB-INF/classes находится в classpath ClassLoader. Эти java-файлы с расширением .class будут загружены, когда веб-приложение загрузится и начнёт выполняться.
Любые файлы JAR, находящиеся в каталоге /WEB-INF/lib, также будут помещены в classpath.

## Создание
Создать WAR-архив можно:
- паковщиком, входящим в состав J2EE SDK.
- Выполнив в Apache Ant задачу «war».
- Выполнив в Apache Maven команду «mvn clean install».
- JAR-утилитой, входящей в J2SE. Вы должны только сами позаботиться о том, чтобы структура каталогов вашего приложения соответствовала требуемой для формата WAR. Просто выполните следующую команду в корневом каталоге вашего приложения:

```
jar cvf archiveName.war .

```

## Применение
Все J2EE-контейнеры поддерживают WAR-файлы.
Чтобы веб-контейнер (веб-сервер) смог прочитать дескриптор развёртывания и начал перенаправлять запросы на данное приложение, необходимо развернуть (deploy) WAR-файл в контейнер. Одним из вариантов выполнения развёртывания является копирование WAR-файла в autodeploy-каталог веб-контейнера.
WAR может быть подписан электронной цифровой подписью так же, как и JAR-файл, чтобы подтвердить аутентичность кода.
Приложения, установленные из WAR-файлов на один сервер, не могут пользоваться ресурсами друг друга, их выполнение изолировано. Однако они могут пользоваться общими библиотеками сервера (например, у Tomcat они расположены в ${catalina.base}/lib), но такие библиотеки с помощью war-файла установлены быть не могут.